# Rynek Dnia Bieżącego
Rynek Dnia Bieżącego (RDB) – element rynku finansowego, umożliwiający zawieranie kontraktów dotyczących różnych form energii w obrocie gospodarczym. Stanowi składową rynku spot, obok Rynku Dnia Następnego. Obrót jest prowadzony w dniu dostawy w systemie codziennych notowań ciągłych.
W Polsce RDB są prowadzone na Towarowej Giełdzie Energii S.A.:
- Rynek Dnia Bieżącego gazu (RDBg) – działa od 30 lipca 2014 r. na instrumentach godzinowych[1]
- Rynek Dnia Bieżącego energii elektrycznej – jako Europejski Rynek Dnia Bieżącego Energii Elektrycznej SIDC w modelu XBID został uruchomiony:
  - 19 listopada 2019 dla kontraktów 60-minutowych[2]
  - 13 czerwca 2024 dla kontraktów 15-minutowych[3]